# Canton d'Auxerre-Est
Le canton d'Auxerre-Est est une division administrative française du département de l'Yonne.

## Composition
Le canton d'Auxerre-Est est composé de sept communes dont une fraction cantonale de la commune d'Auxerre
.
| Nom                  | Code Insee | Intercommunalité  | Superficie (km2) | Population (dernière pop. légale) | Densité (hab./km2) |
| -------------------- | ---------- | ----------------- | ---------------- | --------------------------------- | ------------------ |
| Augy                 | 89023      | CA de l'Auxerrois | 5,05             | 1 056 (2014)                      | 209                |
| Auxerre              | 89024      | CA de l'Auxerrois | 49,95            | 34 846 (2016)                     | 698                |
| Bleigny-le-Carreau   | 89045      | CA de l'Auxerrois | 10,29            | 307 (2014)                        | 30                 |
| Champs-sur-Yonne     | 89077      | CA de l'Auxerrois | 4,39             | 1 536 (2014)                      | 350                |
| Quenne               | 89319      | CA de l'Auxerrois | 8,72             | 458 (2014)                        | 53                 |
| Saint-Bris-le-Vineux | 89337      | CA de l'Auxerrois | 31,23            | 1 073 (2014)                      | 34                 |
| Venoy                | 89438      | CA de l'Auxerrois | 22,74            | 1 778 (2014)                      | 78                 |

## Histoire: Conseillers généraux de 1833 à 2015
| Période           | Identité                                                            | Parti                                             | Qualité |
| ----------------- | ------------------------------------------------------------------- | ------------------------------------------------- | --- |
| 1833-1836         | Edme Louis Jean Potherat de Billy dit Potherat-Gascoing (1786-1877) |                                                   | Inspecteur des postes, Propriétaire, conseiller municipal d'Auxerre                                                                             |
| 1836-1848         | Marie Denis Larabit                                                 | Gauche puis Bonapartiste puis Majorité dynastique | Officier de service de l'arme du Génie Propriétaire à Luzanay Député (1831-1853) Sénateur (1853-1870) Président du Conseil Général              |
| 1848-1852         | Jules-Antoine Uzanne (1803-1880)                                    |                                                   | Propriétaire, marchand mercier maire d'Auxerre (1848-1849)                                                                                      |
| 1852-1867         | Henri-Louis Baudoin                                                 |                                                   | Marchand de biens, maire de Pourrain |
| 1867-1885 (décès) | Edme Lepère                                                         | Gauche radicale                                   | Avocat Député (1871-1885) |
| 1886-1892 (décès) | Jean-Adanny Milliaux (1818-1892)                                    | Républicain                                       | Notaire Maire d'Auxerre (1884-1892) |
| 1892-1940         | Jean-Baptiste Bienvenu-Martin                                       | Rad                                               | Fonctionnaire Député (1897-1905) Sénateur (1905-1943) Ministre (1905-1906 et 1913-1914) Président du Conseil Général (1910-1940) Décédé en 1943 |
|                   |                                                                     |                                                   | |
| 1945-1949         | Gaston Bazin (1888-1961)                                            | SFIO                                              | Boulanger Conseiller municipal d'Auxerre |
| 1949-1955         | René Walter                                                         | RPF puis RS                                       | Avocat Député (1958-1960) |
| 1955-1967         | Émile Robin                                                         | CNIP                                              | Greffier d'Etat, adjoint au maire d'Auxerre |
| 1967-1985         | Gabriel Pommier                                                     | FGDS puis PS                                      | Instituteur Maire d'Augy |
| 1985-2011         | Serge Franchis                                                      | RPR - UMP                                         | Fonctionnaire des Finances Député (1988-1993) Sénateur (1995-2004) Adjoint au Maire d'Auxerre                                                   |
| 2011-2015         | Nicolas Briolland                                                   | DVG                                               | Professeur des écoles, conseiller pédagogique Maire d'Augy (2008-2014)                                                                          |

## Conseillers d'arrondissement de 1833 à 1940
| Période                                  | Période      | Identité                                     | Étiquette                | Qualité |
| ---------------------------------------- | ------------ | -------------------------------------------- | ------------------------ | --- |
| 1833                                     | 1835 (décès) | Baron Pierre François Petiet (1782-1835)     |                          | Officier d'artillerie, ancien Préfet des Hautes-Alpes, administrateur des vivres, propriétaire à Saint-Bris-le-Vineux |
| 1836                                     | 1842         | Alexandre Guéneau                            |                          | Maire de Saint-Bris-le-Vineux                                                                                         |
| 1842                                     | 1848         | Pierre François Savatier-Laroche (1804-1879) |                          | Avoué, avocat et écrivain à Auxerre                                                                                   |
| 1848                                     | 1852         | Alphonse Bonnard                             |                          | Maître d'hôtel à Auxerre                                                                                              |
| 1852                                     | 1870         | Edme Claude Flocard (1795-1878)              |                          | Propriétaire à Auxerre Président du Conseil d'arrondissement                                                          |
| 1870                                     | 1880         | Louis-Antoine Richard                        |                          | Agriculteur à Monéteau                                                                                                |
| 1880                                     | 1886         | Jules Droin (1839-1924)                      |                          | Médecin à Saint-Bris                                                                                                  |
| 1886                                     | 1895         | Émile Thierry (1839-1907)                    |                          | Vétérinaire, Directeur de la ferme-école de La Brosse à Auxerre                                                       |
| 1895                                     | 1919         | Fernand Bouquigny                            | Radical anti-cartelliste | Publiciste à Auxerre                                                                                                  |
| 1919                                     | 1940         | Eugène Fijalkowski                           |                          | Architecte ingénieur à Auxerre                                                                                        |
| Les données manquantes sont à compléter. |              |                                              |                          | |
| 1940                                     |              |                                              |                          | Les conseils d'arrondissement ont été suspendus par la loi du 12 octobre 1940 et n'ont jamais été réactivés           |

## Démographie

### Évolution démographique
| 1962 | 1968 | 1975 | 1982 | 1990   | 1999   | 2006   | 2011   | 2012   |
| ---- | ---- | ---- | ---- | ------ | ------ | ------ | ------ | ------ |
| -    | -    | -    | -    | 14 412 | 14 897 | 15 198 | 14 713 | 14 485 |

### Âge de la population
La pyramide des âges, à savoir la répartition par sexe et âge de la population, du canton d'Auxerre-Est en 2009 ainsi que, comparativement, celle du département de l'Yonne la même année sont représentées avec les graphiques ci-dessous.
La population du canton comporte 49 % d'hommes et 51 % de femmes. Elle présente en 2009 une structure par grands groupes d'âge similaire à celle de la France métropolitaine. 
Il existe en effet 103 jeunes de moins de 20 ans pour cent personnes de plus de 60 ans, alors que pour la France l'indice de jeunesse, qui est égal à la division de la part des moins de 20 ans par la part des plus de 60 ans, est de 1,06. L'indice de jeunesse du canton est par contre supérieur à celui  du département (0,87) et à celui de la région (0,84).
| Hommes | Classe d’âge | Femmes |
| ------ | ------------ | ------ |
| 0,3    | 90 ans ou +  | 1,8    |
| 6,0    | 75 à 89 ans  | 9,7    |
| 15,0   | 60 à 74 ans  | 14,5   |
| 22,2   | 45 à 59 ans  | 22,3   |
| 20,6   | 30 à 44 ans  | 19,6   |
| 17,6   | 15 à 29 ans  | 15,0   |
| 18,3   | 0 à 14 ans   | 17,0   |

| Hommes | Classe d’âge | Femmes |
| ------ | ------------ | ------ |
| 0,5    | 90 ans ou +  | 1,4    |
| 7,9    | 75 à 89 ans  | 11,9   |
| 15,5   | 60 à 74 ans  | 15,6   |
| 21,5   | 45 à 59 ans  | 20,7   |
| 19,3   | 30 à 44 ans  | 18,4   |
| 16,3   | 15 à 29 ans  | 15,1   |
| 19,0   | 0 à 14 ans   | 16,9   |